# 6776 Dix
6776 Dix (1989 GF8) là một tiểu hành tinh vành đai chính được phát hiện ngày 6 tháng 4 năm 1989 bởi Freimut Börngen ở Tautenburg.